# 서울금산초등학교
서울금산초등학교는 대한민국 서울특별시 금천구에 있는 공립 초등학교이다.

## 학교 연혁
- 1996년 12월 26일: 서울금산초등학교 착공
- 1998년 7월 31일: 서울금산초등학교 설립 인가(조례3511호)
- 1998년 8월 1일: 초대 신길현 교장 취임
- 1998년 9월 1일: 서울백산초등학교에서 아동 644명 인수(남 317명, 여 327명) 20학급 편성(6학년 재외)
- 1998년 10월 16일: 개교
- 1999년 3월 1일: 24학급 편성(814명)
- 2000년 2월 18일: 제 1회 졸업식 거행(135명)
- 2000년 9월 1일: 제2대 김효진 교장 부임
- 2001년 9월 1일: 제3대 도병운 교장 부임
- 2004년 12월 31일: 학교 경영 우수학교 교육감 표창
- 2006년 12월 28일: 교육 과정 우수학교 교육감 표창
- 2006년 12월 28일: 환경 교육 우수학교 교육장 표창
- 2007년 3월 1일: 제4대 김충식 교장 부임
- 2007년 12월 7일: 기초 기본 학습지도 우수학교 표창
- 2009년 9월 1일: 제5대 최명옥 교장 부임
- 2012년 12월 30일: 학교 경영 우수학교 교육장 표창
- 2013년 2월 10일: 화장실 현대화 리모델링
- 2013년 9월 5일: 아름다움 학교 가꾸기 우수학교 교육감 표창
- 2021년 3월 1일: 제8대 정해원 교장 부임
- 2021년 3월: 엘리베이터 준공

## 참고 자료
- 서울금산초등학교 - 한국교육학술정보원 학교알리미